# Hendrica Brand
Hendrica Brand, beter bekend als de Weduwe van Nelle (1758 – 27 december 1813) was een winkelierster en na haar dood naamgeefster van de firma De Weduwe J. van Nelle.
Brand werd in 1758 geboren als derde van elf kinderen van de brandewijnverkoper Antonius Brand en Johanna Koster. Zeven van deze elf kinderen overleden op jonge leeftijd. Het gezin Brand woonde in de Haagse Bocht van Guinea. In 1770 overleed de vader en vier jaar later, na hertrouwd te zijn, de moeder. Voor de jongere kinderen was plaats in het weeshuis, maar Hendrica moest op eigen benen staan. Waarschijnlijk in 1781 trouwde Hendrica met de Leiderdorpse notarisklerk Johannes van Nelle. Zij verhuisden naar Rotterdam en kregen er drie kinderen. Aan de Leuvehaven/Schiedamschedijk begonnen ze een winkel in koffie, thee en tabak. Deze werd uitgebaat door Hendrica, terwijl haar echtgenoot diverse bijbaantjes had. In 1794 werd Van Nelle opgenomen in het poorterboek, waaruit kan worden afgeleid dat de winkel goed genoeg liep. Johannes overleed in 1811, waarna Hendrica de winkel voortzette. Dat deze nog steeds succesvol was, blijkt uit het feit dat de weduwe het pand op haar naam kon laten zetten en in 1812 een tuin kocht. Hendrica overleed in 1813, waarna de firma bleef bestaan en tot eind twintigste eeuw bekendstond als De Erven de Wed. J. van Nelle.